# Holtsee
Holtsee (duń. Holtsø) – miejscowość i gmina w Niemczech, w kraju związkowym Szlezwik-Holsztyn, w powiecie Rendsburg-Eckernförde, wchodzi w skład  urzędu Hüttener Berge.